# Tiliqua
Tiliqua – rodzaj jaszczurek z podrodziny Lygosominae w obrębie rodzinie scynkowatych (Scincidae).

## Zasięg występowania
Rodzaj obejmuje gatunki występujące w Indonezji, Papui-Nowej Gwinei, Yapen, Wyspach Admiralicji, Nowej Brytanii, Archipelagu Bismarcka i Australii.  

## Systematyka
Rodzaj zdefiniował w 1825 roku angielski zoolog John Edward Gray w artykule poświęconym rodzajom płazów i gadów wraz z opisem nowych taksonów opublikowanym w czasopiśmie Annals of Philosophy. Gatunkiem typowym jest (oznaczenie monotypowe) scynk olbrzymi (T. scincoides).

### Etymologia
- Tiliqua: etymologia nieznana, J.E. Gray nie wyjaśnił pochodzenia nazwy rodzajowej[1]; Louis Agassiz sugerował że jest to zmyślona nazwa[10].
- Trachydosaurus (Trachysaurus): gr. τραχυς trakhus ‘chropowaty, szorstki, najeżony’[11]; σαυρος sauros ‘jaszczurka’[12]. Gatunek typowy (oznaczenie monotypowe): Trachydosaurus rugosus Gray, 1825.
- Cyclodus: gr. κυκλος kuklos ‘okrąg’[13]; οδους odous, οδοντος odontos ‘ząb’[14]. Gatunek typowy (oznaczenie monotypowe): Cyclodus flavigularis Wagler, 1828 (= Scincus gigas Schneider, 1801).
- Brachydactylus: gr. βραχυς brakhus ‘krótki’[15]; δακτυλος daktulos ‘palec’[16]. Gatunek typowy (oznaczenie monotypowe): Brachydactylus typicus Smith, 1834 (= Trachydosaurus rugosus Gray, 1825).
- Rachites: gr. ῥαχιτης rakhitēs ‘kręgosłupowy’, od ῥαχις rakhis ‘kręgosłup’[17].
- Silubolepis: gr. σιλλυβον sillubon ‘gatunek ostu’[18]; λεπις lepis, λεπιδος lepidos ‘łuska, płytka’, od λεπω lepō ‘łuszczyć’[19].

### Podział systematyczny
Do rodzaju należą następujące gatunki: 
- Tiliqua adelaidensis (Peters, 1863) – lazurnik karłowaty[20]
- Tiliqua gigas (Schneider, 1801)
- Tiliqua multifasciata Sternfeld, 1919 – lazurnik środkowoaustralijski[20]
- Tiliqua nigrolutea (Quoy & Gaimard, 1824)
- Tiliqua occipitalis (Peters, 1863)
- Tiliqua rugosa (Gray, 1825) – lazurnik krótkoogonowy[20]
- Tiliqua scincoides (White, 1790) – scynk olbrzymi[21]